# Silent disco (lied)
Silent disco is een lied van de Nederlandse producer Trobi in samenwerking met de Nederlandse rappers Qlas & Blacka en Mula B. Het werd in 2022 als single uitgebracht en stond in hetzelfde jaar als twaalfde track op het album Trobi on the beat van Trobi.

## Achtergrond
Silent disco is geschreven door Cheneydo Zunder, Hicham Gieskes, Luciano Jafari Mehrabady, Bryan du Chatenier en Rangel Silaev en geproduceerd door Trobi. Het is een nummer dat past in het genre nederhop met effecten uit de EDM. In het lied rappen de artiesten over het feesten op een silent disco en het versieren van een vrouw. 
Het is de eerste keer dat de artiesten tegelijkertijd met z'n allen op een lied te horen zijn. Wel werd er al onderling samengewerkt. Trobi deed dit eerder met Qlas & Blacka op Paradise. Met Mula B werkte hij samen op Big man, Einstein en Coke in de uitverkoop. 

## Hitnoteringen
De artiesten hadden bescheiden succes met het lied in Nederland. Het kwam tot de 47e plaats van de Single Top 100 in de twee weken dat het in deze hitlijst te vinden was. De Top 40 en haar Tipparade werden niet bereikt.